# 2014-es FIA WEC Amerikai 6 órás verseny

A Circuit of the Americas

## Időmérő

### Az időmérő végeredménye
A kategóriák legjobbjai félkövér betűkkel vannak írva.
| Helyezés | Kategória | Rajtszám | Csapat                    | Átlagidő   | Rajthely |
| -------- | --------- | -------- | ------------------------- | ---------- | -------- |
| 1        | LMP1-H    | No. 8    | Toyota Racing             | 1:49.093   | 1        |
| 2        | LMP1-H    | No. 14   | Porsche Team              | 1:50.283   | 2        |
| 3        | LMP1-H    | No. 20   | Porsche Team              | 1:50.302   | 3        |
| 4        | LMP1-H    | No. 2    | Audi Sport Team Joest     | 1:50.340   | 4        |
| 5        | LMP1-H    | No. 7    | Toyota Racing             | 1:50.363   | 5        |
| 6        | LMP1-H    | No. 1    | Audi Sport Team Joest     | 1:51.684   | 6        |
| 7        | LMP1-L    | No. 13   | Rebellion Racing          | 1:54.665   | 7        |
| 8        | LMP2      | No. 26   | G-Drive Racing            | 1:56.075   | 8        |
| 9        | LMP2      | No. 47   | KCMG                      | 1:56.371   | 9        |
| 10       | LMP2      | No. 30   | Extreme Speed Motorsports | 1:57.262   | 10       |
| 11       | LMP2      | No. 27   | SMP Racing                | 1:58.791   | 11       |
| 12       | LMGTE Pro | No. 51   | AF Corse                  | 2:06.456   | 12       |
| 13       | LMGTE Pro | No. 97   | Aston Martin Racing       | 2:07.094   | 13       |
| 14       | LMGTE Pro | No. 92   | Porsche Team Manthey      | 2:07.099   | 14       |
| 15       | LMGTE Pro | No. 91   | Porsche Team Manthey      | 2:07.315   | 15       |
| 16       | LMGTE Pro | No. 99   | Aston Martin Racing       | 2:07.850   | 16       |
| 17       | LMGTE Pro | No. 71   | AF Corse                  | 2:08.258   | 17       |
| 18       | LMGTE Am  | No. 75   | Prospeed Competition      | 2:08.271   | 18       |
| 19       | LMGTE Am  | No. 95   | Aston Martin Racing       | 2:08.367   | 19       |
| 20       | LMGTE Pro | No. 65   | Corvette Racing           | 2:08.674   | 20       |
| 21       | LMGTE Am  | No. 61   | AF Corse                  | 2:08.758   | 21       |
| 22       | LMGTE Am  | No. 90   | 8 Star Motorsports        | 2:09.197   | 22       |
| 23       | LMGTE Am  | No. 81   | AF Corse                  | 2:09.461   | 23       |
| 24       | LMGTE Am  | No. 88   | Proton Competition        | 2:09.704   | 24       |
| 25       | LMGTE Am  | No. 98   | Aston Martin Racing       | 2:12.271   | 25       |
| 26       | LMGTE Am  | No. 57   | Krohn Racing              | 2:13.349   | 26       |
| –        | LMP1-L    | No. 12   | Rebellion Racing          | Idő nélkül | 27       |
| –        | LMP2      | No. 37   | SMP Racing                | Idő nélkül | 28       |
| –        | LMP1-L    | No. 9    | Lotus                     | Idő nélkül | 29       |

## Futam

### A futam végeredménye
A kategóriák győztesei félkövér betűkkel vannak írva.
| Helyezés | Kategória | Rajtszám | Csapat                    | Verseny                                                   | Kasztni                          | Abroncs | Körök |
| Helyezés | Kategória | Rajtszám | Csapat                    | Verseny                                                   | Motor                            | Abroncs | Körök |
| -------- | --------- | -------- | ------------------------- | --------------------------------------------------------- | -------------------------------- | ------- | ----- |
| 1        | LMP1-H    | 2        | Audi Sport Team Joest     | André Lotterer Marcel Fässler Benoît Tréluyer             | Audi R18 e-tron quattro          | M       | 157   |
| 1        | LMP1-H    | 2        | Audi Sport Team Joest     | André Lotterer Marcel Fässler Benoît Tréluyer             | Audi TDI 4.0 L Turbo V6 (Diesel) | M       | 157   |
| 2        | LMP1-H    | 1        | Audi Sport Team Joest     | Tom Kristensen Loïc Duval Lucas di Grassi                 | Audi R18 e-tron quattro          | M       | 157   |
| 2        | LMP1-H    | 1        | Audi Sport Team Joest     | Tom Kristensen Loïc Duval Lucas di Grassi                 | Audi TDI 4.0 L Turbo V6 (Diesel) | M       | 157   |
| 3        | LMP1-H    | 8        | Toyota Racing             | Anthony Davidson Sébastien Buemi Nicolas Lapierre         | Toyota TS040 Hybrid              | M       | 157   |
| 3        | LMP1-H    | 8        | Toyota Racing             | Anthony Davidson Sébastien Buemi Nicolas Lapierre         | Toyota 3.7 L V8                  | M       | 157   |
| 4        | LMP1-H    | 14       | Porsche Team              | Marc Lieb Romain Dumas Neel Jani                          | Porsche 919 Hybrid               | M       | 156   |
| 4        | LMP1-H    | 14       | Porsche Team              | Marc Lieb Romain Dumas Neel Jani                          | Porsche 2.0 L Turbo V4           | M       | 156   |
| 5        | LMP1-H    | 20       | Porsche Team              | Timo Bernhard Brendon Hartley Mark Webber                 | Porsche 919 Hybrid               | M       | 155   |
| 5        | LMP1-H    | 20       | Porsche Team              | Timo Bernhard Brendon Hartley Mark Webber                 | Porsche 2.0 L Turbo V4           | M       | 155   |
| 6        | LMP1-H    | 7        | Toyota Racing             | Alexander Wurz Stéphane Sarrazin Mike Conway              | Toyota TS040 Hybrid              | M       | 155   |
| 6        | LMP1-H    | 7        | Toyota Racing             | Alexander Wurz Stéphane Sarrazin Mike Conway              | Toyota 3.7 L V8                  | M       | 155   |
| 7        | LMP1-L    | 12       | Rebellion Racing          | Nicolas Prost Nick Heidfeld Mathias Beche                 | Rebellion R-One                  | M       | 149   |
| 7        | LMP1-L    | 12       | Rebellion Racing          | Nicolas Prost Nick Heidfeld Mathias Beche                 | Toyota RV8KLM 3.4 L V8           | M       | 149   |
| 8        | LMP2      | 47       | KCMG                      | Matthew Howson Richard Bradley Tsugio Matsuda             | Oreca 03R                        | D       | 145   |
| 8        | LMP2      | 47       | KCMG                      | Matthew Howson Richard Bradley Tsugio Matsuda             | Nissan VK45DE 4.5 L V8           | D       | 145   |
| 9        | LMP2      | 27       | SMP Racing                | Sergey Zlobin Maurizio Mediani Nicolas Minassian          | Oreca 03R                        | M       | 145   |
| 9        | LMP2      | 27       | SMP Racing                | Sergey Zlobin Maurizio Mediani Nicolas Minassian          | Nissan VK45DE 4.5 L V8           | M       | 145   |
| 10       | LMP2      | 30       | Extreme Speed Motorsports | Scott Sharp Ed Brown Ryan Dalziel                         | HPD ARX-03b                      | D       | 141   |
| 10       | LMP2      | 30       | Extreme Speed Motorsports | Scott Sharp Ed Brown Ryan Dalziel                         | Honda HR28TT 2.8 L Turbo V6      | D       | 141   |
| 11       | LMGTE Pro | 97       | Aston Martin Racing       | Darren Turner Stefan Mücke                                | Aston Martin V8 Vantage GTE      | M       | 141   |
| 11       | LMGTE Pro | 97       | Aston Martin Racing       | Darren Turner Stefan Mücke                                | Aston Martin 4.5 L V8            | M       | 141   |
| 12       | LMGTE Pro | 92       | Porsche Team Manthey      | Patrick Pilet Frédéric Makowiecki                         | Porsche 911 RSR                  | M       | 141   |
| 12       | LMGTE Pro | 92       | Porsche Team Manthey      | Patrick Pilet Frédéric Makowiecki                         | Porsche 4.0 L Flat-6             | M       | 141   |
| 13       | LMGTE Pro | 51       | AF Corse                  | Gianmaria Bruni Toni Vilander                             | Ferrari 458 Italia GT2           | M       | 141   |
| 13       | LMGTE Pro | 51       | AF Corse                  | Gianmaria Bruni Toni Vilander                             | Ferrari 4.5 L V8                 | M       | 141   |
| 14       | LMP2      | 26       | G-Drive Racing            | Roman Rusinov Olivier Pla Julien Canal                    | Ligier JS P2                     | D       | 141   |
| 14       | LMP2      | 26       | G-Drive Racing            | Roman Rusinov Olivier Pla Julien Canal                    | Nissan VK45DE 4.5 L V8           | D       | 141   |
| 15       | LMP1-L    | 9        | Lotus                     | Christophe Bouchut James Rossiter Lucas Auer              | CLM P1/01                        | M       | 140   |
| 15       | LMP1-L    | 9        | Lotus                     | Christophe Bouchut James Rossiter Lucas Auer              | AER P60 Turbo V6                 | M       | 140   |
| 16       | LMGTE Pro | 91       | Porsche Team Manthey      | Jörg Bergmeister Nick Tandy                               | Porsche 911 RSR                  | M       | 139   |
| 16       | LMGTE Pro | 91       | Porsche Team Manthey      | Jörg Bergmeister Nick Tandy                               | Porsche 4.0 L Flat-6             | M       | 139   |
| 17       | LMGTE Am  | 98       | Aston Martin Racing       | Paul Dalla Lana Pedro Lamy Christoffer Nygaard            | Aston Martin V8 Vantage GTE      | M       | 138   |
| 17       | LMGTE Am  | 98       | Aston Martin Racing       | Paul Dalla Lana Pedro Lamy Christoffer Nygaard            | Aston Martin 4.5 L V8            | M       | 138   |
| 18       | LMGTE Am  | 95       | Aston Martin Racing       | David Heinemeier Hansson Kristian Poulsen Richie Stanaway | Aston Martin V8 Vantage GTE      | M       | 138   |
| 18       | LMGTE Am  | 95       | Aston Martin Racing       | David Heinemeier Hansson Kristian Poulsen Richie Stanaway | Aston Martin 4.5 L V8            | M       | 138   |
| 19       | LMGTE Pro | 71       | AF Corse                  | Davide Rigon James Calado                                 | Ferrari 458 Italia GT2           | M       | 137   |
| 19       | LMGTE Pro | 71       | AF Corse                  | Davide Rigon James Calado                                 | Ferrari 4.5 L V8                 | M       | 137   |
| 20       | LMGTE Am  | 88       | Proton Competition        | Christian Ried Klaus Bachler Khaled Al Qubaisi            | Porsche 911 RSR                  | M       | 137   |
| 20       | LMGTE Am  | 88       | Proton Competition        | Christian Ried Klaus Bachler Khaled Al Qubaisi            | Porsche 4.0 L Flat-6             | M       | 137   |
| 21       | LMGTE Am  | 61       | AF Corse                  | Luís Pérez Companc Marco Cioci Mirko Venturi              | Ferrari 458 Italia GT2           | M       | 137   |
| 21       | LMGTE Am  | 61       | AF Corse                  | Luís Pérez Companc Marco Cioci Mirko Venturi              | Ferrari 4.5 L V8                 | M       | 137   |
| 22       | LMGTE Pro | 99       | Aston Martin Racing       | Darryl O'Young Alex MacDowall Fernando Rees               | Aston Martin V8 Vantage GTE      | M       | 137   |
| 22       | LMGTE Pro | 99       | Aston Martin Racing       | Darryl O'Young Alex MacDowall Fernando Rees               | Aston Martin 4.5 L V8            | M       | 137   |
| 23       | LMGTE Am  | 90       | 8 Star Motorsports        | Jeff Segal Paolo Ruberti Gianluca Roda                    | Ferrari 458 Italia GT2           | M       | 136   |
| 23       | LMGTE Am  | 90       | 8 Star Motorsports        | Jeff Segal Paolo Ruberti Gianluca Roda                    | Ferrari 4.5 L V8                 | M       | 136   |
| 24       | LMGTE Pro | 65       | Corvette Racing           | Tommy Milner Ricky Taylor Jordan Taylor                   | Chevrolet Corvette C7.R          | M       | 135   |
| 24       | LMGTE Pro | 65       | Corvette Racing           | Tommy Milner Ricky Taylor Jordan Taylor                   | Chevrolet LT5.5 5.5 L V8         | M       | 135   |
| 25       | LMGTE Am  | 57       | Krohn Racing              | Tracy Krohn Niclas Jönsson Ben Collins                    | Ferrari 458 Italia GT2           | M       | 135   |
| 25       | LMGTE Am  | 57       | Krohn Racing              | Tracy Krohn Niclas Jönsson Ben Collins                    | Ferrari 4.5 L V8                 | M       | 135   |
| 26       | LMGTE Am  | 81       | AF Corse                  | Stephen Wyatt Michele Rugolo Andrea Bertolini             | Ferrari 458 Italia GT2           | M       | 133   |
| 26       | LMGTE Am  | 81       | AF Corse                  | Stephen Wyatt Michele Rugolo Andrea Bertolini             | Ferrari 4.5 L V8                 | M       | 133   |
| 27       | LMGTE Am  | 75       | Prospeed Competition      | François Perrodo Matthieu Vaxivière Emmanuel Collard      | Porsche 911 RSR                  | M       | 111   |
| 27       | LMGTE Am  | 75       | Prospeed Competition      | François Perrodo Matthieu Vaxivière Emmanuel Collard      | Porsche 4.0 L Flat-6             | M       | 111   |
| Ki       | LMP1-L    | 13       | Rebellion Racing          | Dominik Kraihamer Andrea Belicchi Fabio Leimer            | Rebellion R-One                  | M       | 88    |
| Ki       | LMP1-L    | 13       | Rebellion Racing          | Dominik Kraihamer Andrea Belicchi Fabio Leimer            | Toyota RV8KLM 3.4 L V8           | M       | 88    |
| Ki       | LMP2      | 37       | SMP Racing                | Kirill Ladygin Anton Ladygin Viktor Shaitar               | Oreca 03R                        | M       | 75    |
| Ki       | LMP2      | 37       | SMP Racing                | Kirill Ladygin Anton Ladygin Viktor Shaitar               | Nissan VK45DE 4.5 L V8           | M       | 75    |